# Mihail Costea (delegat)
Mihail Costea (n. 1 octombrie 1885, Vișeul de Jos – d. 1970, Vișeul de Jos) a fost un deputat în Marea Adunare Națională de la Alba Iulia, organismul legislativ reprezentativ al „tuturor românilor din Transilvania, Banat și Țara Ungurească”, cel care a adoptat hotărârea privind Unirea Transilvaniei cu România, la 1 decembrie 1918.:p. 235

## Biografie
S-a născut la 1 octombrie 1885 în Vișeul de Jos, Maramureș. A profesat în calitate de cojocar, fiind implicat după 1918 și într-un partid politic. A decedat în 1970 în satul natal.:p. 16

## Activitatea politică

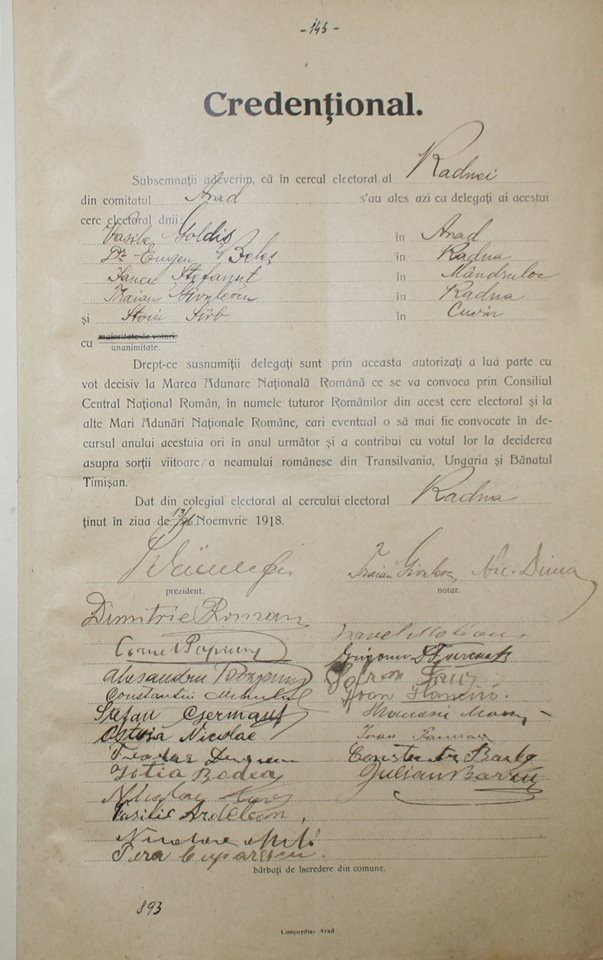
Credențional

A fost delegat al cercului electoral Vișeu la Marea Adunare Națională de la Alba Iulia din 1 decembrie 1918. A activat și în P.N.L.:p. 235:p. 16